# Dicranomyia gracilirostris
Dicranomyia gracilirostris là một loài ruồi trong họ Limoniidae. Chúng phân bố ở miền Cổ bắc.